# Вимірювальна лабораторія
Вимі́рювальна лаборато́рія — підприємство, установа, організація чи їх окремий підрозділ, що здійснює вимірювання фізичних величин, визначення хімічного складу, фізико-хімічних, фізико-механічних та інших властивостей і показників речовин, матеріалів і продукції.
Вимірювальні лабораторії можуть виконувати вимірювання у сфері поширення державного метрологічного нагляду за умови їх атестації на проведення цих вимірювань.